# Marionina klaskisharum
Marionina klaskisharum is een ringworm uit de familie van de Enchytraeidae. De wetenschappelijke naam van de soort is voor het eerst geldig gepubliceerd in 1893 door Coates.